# 小熊维尼历险记
《小熊维尼历险记》（英語：The Many Adventures of Winnie the Pooh），是1977年迪士尼第22部经典动画长片。本片叙述了一只十分爱吃蜂蜜的熊的故事，但他其实是一个小男孩罗宾的玩具熊，罗宾想像他和这只熊住在一个叫“百亩森林”的地方，当地还有许多其他的动物邻居伙伴们，像是兔子、小猪、跳跳虎...等等，这一切的故事其实都是罗宾所想像出来的。

## 故事大綱
一只家里的玩具布熊，摇身一变成为森林里的淘气熊，因贪吃蜜糖，而招惹了蜜蜂追杀之祸，躲到兔伯伯洞里，又发觉有蜜糖可以吃，于是愈吃起劲......没料到出不了洞，该怎么办呢？兔伯伯只好呼朋唤友，猫头鹰、松鼠、袋鼠......全来了，同心协力、一、二、三拉......一、二、三拉......

## 配音员
| 配音                                  | 配音   | 配音   | 角色                                 |
| 英語                                  | 國語   | 粵語   | 角色                                 |
| ------------------------------------- | ------ | ------ | ------------------------------------ |
| 史特林·霍洛威                         | 楊少文 | 李智良 | 小熊维尼（Winnie the Pooh）          |
| 約翰·費德勒                           | 李勇   | 張炳強 | 小豬（Piglet）                       |
| 布鲁斯·雷瑟曼 強尼·旺思雷 提莫西·特勒 |        | 李秀儀 | 克里斯多夫·羅賓（Christopher Robin） |
| 芭芭拉·魯迪                           | 王華怡 | 談佩珊 | 袋鼠媽媽 (Kanga）                    |
| 克林特·哈爾德 多莉·威特               |        | 梁少霞 | 小荳 (Roo）                          |
| 保羅·溫切特                           | 胡大衛 | 陳欣   | 跳跳虎（Tigger）                     |
| 吉尼斯·馬修斯                         |        | 張英才 | 瑞比（Rabbit）                       |
| 雷夫·懷特                             | 周寧   | 何國星 | 屹耳（Eeyore）                       |
| 哈爾·史密斯                           | 雷威遠 | 源家祥 | 貓頭鷹 (Owl）                        |
| 哈爾德·莫瑞斯                         | 石班瑜 | 李錦綸 | 谷佛 (Gopher）                       |
| 塞巴斯丁·卡伯特                       | 康殿宏 | 陳維舜 | 旁白（Narrator）                     |

## 影音產品
- 中文版VCD由中录德加拉在中国大陆发行，DVD由博伟在台湾发行。本片电影原声带已经由滚石在台湾发行，目前在中国大陆没有任何影音产品发行。